# Giuseppe Koschier (Fußballspieler, 1936)
Giuseppe Francesco Carlo Koschier (* 16. März 1936; † 24. Dezember 2021), auch Giose Koschier, war ein österreichischer Fußball-Nationalspieler. Nach seiner Sportlaufbahn arbeitete er erfolgreich in seinem Beruf als Schneidermeister und war Landes- und Bundesinnungsmeister-Stellvertreter der Bekleidungsgewerbe i. R.Österreichs.

## Privat- und Geschäftsleben
Giuseppe Koschier kam am 16. März 1936 als Kind des Schneidermeisters Baron Giuseppe Koschier und dessen Frau Rosa Garribaldi, geb. von Rozza, zur Welt. Er besuchte das Internat des Gymnasiums Waidhofen an der Thaya und zwei Jahre das Internat des Kollegiums Kalksburg in Wien. Nach seiner Prüfung am Beethovenplatz-Gymnasium trat er eine Schneiderlehre im Betrieb seines Vaters an. 1960 legte er die Meisterprüfung ab und gründete nach insgesamt 17 Jahren im Werkstattatelier seines Vaters, unterbrochen nur durch eine zweijährige Berufstätigkeit in Brüssel, 1968 sein eigenes Geschäft.
Das Schneideratelier Baron Giuseppe Koschier in der Wiener Schiffamtsgasse ist bekannt für seine Schneiderkunst auf höchstem Niveau und machte sich vor allem durch seine Stammkunden aus Politik, Wirtschaft und Adel einen Namen. Seit 1994 gehörte Koschier dem Exekutivkomitee der Innung der Wiener Kleidermacher und der Österreichischen Bundesinnung an. Im Mai 2000 wurde er zum Bundesinnungsmeister-Stellvertreter der Bekleidungsgewerbe Österreichs sowie zum Landesinnungsmeister-Stellvertreter der Landesinnung Wien gewählt. 2002 erhielt Giuseppe Koschier vom österreichischen Bundeskanzler Wolfgang Schüssel den Berufstitel Kommerzialrat verliehen.
Am 21. September 2010 wurde ihm das Goldene Verdienstzeichen des Landes Wien von der Zweiten Präsidentin des Wiener Landtages, Marianne Klicka, überreicht.
Giuseppe Koschier war verheiratet und hat zwei Kinder. Er wurde am Sieveringer Friedhof bestattet.

## Karriere als Fußballspieler
Giuseppe Koschier begann mit dem Fußballspiel in der Jugend des Wiener Sport-Clubs. Mit 19 Jahren wechselte er zum 1. Simmeringer SC wo er 1955 seinen ersten Einsatz in der Meisterschaft der Staatsliga A feierte und bald zum Stammspieler in der Abwehr des Vereins avancierte. Mit Simmering erreichte Giuseppe Koschier stets einen Platz im Mittelfeld, er selbst erhielt bald Angebote österreichischer Spitzenklubs. 1957 wurde der 25-fache Jugendnationalteamspieler erstmals in die österreichische B-Nationalmannschaft einberufen und in den Begegnungen mit den B-Teams Jugoslawiens (2:2) und der Tschechoslowakei (1:2) eingesetzt. Für die Frühjahrssaison 1958 ging Koschier zum Wiener Sport-Club, mit der  er die Meisterschaft gewann. So entschloss sich Koschier nach wenigen Monaten wieder nach Simmering zurückzukehren. Nach guten Leistungen bei den Simmeringern, wo er es am 22. November 1959 auch auf einen Einsatz im Spiel der österreichischen Amateurnationalmannschaft gegen Ungarn (1:2) brachte, erhielt er bereits in der Frühjahrssaison 1960 ein Angebot der Admira.
Als Admiraner wurde Giuseppe Koschier in den Jahren 1960 und 1961 insgesamt sechs Mal in das Aufgebot der Österreichischen Fußballnationalmannschaft berufen. Sein Debüt feierte er im EM-Viertelfinalspiel gegen Frankreich, welches allerdings mit 2:4 verloren ging. Giuseppe Koschier stellte gemeinsam mit Erich Hasenkopf und Johann Windisch, beide vom Sport-Club, die österreichische Abwehr. In derselben Formation spielte er mit seinen beiden Kollegen auch am 1. Mai 1960 gegen die Tschechoslowakei. Mit der Admira gewann er schließlich 1964 noch den Cup. Danach wechselte der Verteidiger zur Vienna, bei der er bis 1969 in der Meisterschaft eingesetzt wurde und sich anschließend vom Fußball zurückzog. 1971 feierte er ein Comeback beim mittlerweile zum Zweitligisten abgestiegenen Wiener AC in der Regionalliga Ost. Nach zwei Jahren bei den Athletikern ließ er schließlich ab 1973 seine Karriere beim Unterligaverein SV Kagran langsam ausklingen.

## Stationen
- Wiener Sport-Club (1947–1955; Jugend)
- FC Anderlecht (1953–1955)
- 1. Simmeringer SC (1955–1957)
- Wiener Sport-Club (1957–1959)
- 1. Simmeringer SC (1959/60)
- SK Admira Wien (1960–1964)
- First Vienna FC 1894 (1964–1969)
- Wiener AC (1971–1973)
- SV Kagran (1973–1975)

## Titel und Erfolge
- 1 × Österreichischer Meister: 1959 (Sport-Club)
- 1 × Österreichischer Vizemeister: 1963 (Admira)
- 1 × Österreichischer Cupsieger: 1964 (Admira)
- 1 × ((Staatsliga B (Fußball) Meister)): 1962

- Teilnahme an der Europameisterschaft 1960: Viertelfinale
- 2 Länderspiele für die österreichische Fußballnationalmannschaft 1960
- div. nationale Einsätze: 25 × Jugendteam, 6 × C-Team, 6 × B-Team, 6 × A-Team(2)